# 리무진 서비스

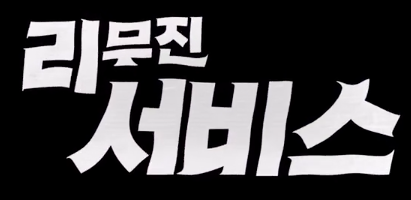

리무진 서비스는 대한민국의 싱어송라이터 이무진이 사회를 맡은 대한민국의 토크 쇼이자 음악회 웹 텔레비전 프로그램이다. 이 프로그램은 유튜브 채널, KBS Kpop을 통해 매주 화요일 오후 6시에 방영되었으며 재송출은 KBS2를 통해 매주 화요일 오후 11시에 진행되었다. 관중 없는 생방송 음악 공연을 특징으로 한다.